# Autobahnkreuz Stuttgart
Das Autobahnkreuz Stuttgart (auch: Stuttgarter Kreuz; Abkürzung: AK Stuttgart; Kurzform: Kreuz Stuttgart) ist ein Autobahnkreuz in Baden-Württemberg in der Metropolregion Stuttgart. Das Kreuz verbindet die Autobahnen 8 (Saarland – Stuttgart – München – Salzburg; Europastraße 52), 81 (Würzburg – Stuttgart – Singen (Hohentwiel); Europastraße 41) und die nur wenige Kilometer lange A 831. Das Kreuz Stuttgart weist eine sehr hohe Verkehrsdichte auf.

## Geographie
Das Kreuz liegt südlich von Stuttgart auf der Stadtgrenze zwischen Stuttgart und Sindelfingen. Es befindet sich etwa zehn Kilometer südwestlich von Stuttgart, etwa 55 Kilometer südöstlich von Karlsruhe und rund fünf Kilometer nordöstlich von Böblingen.
Wenige Kilometer westlich des Kreuzes befindet sich das Autobahndreieck Leonberg, das ebenfalls eine hohe Verkehrsbelastung aufweist.
Auf der A 8 trägt das Autobahnkreuz die Anschlussstellennummer 51, auf der A 81 die Nummer 20 und auf der A 831 die Nummer 2.

## Geschichte und Ausbauzustand
Vorläufer des heutigen Autobahnkreuzes war die Anschlussstelle Stuttgart-Südwest/Vaihingen, die die Autobahn Karlsruhe–München (heute A 8) mit der damaligen Trasse der Reichs- bzw. Bundesstraße 14 (heute Pascalstraße bzw. K 1055) in Form eines halben Kleeblatts verband. Die Rampen dieses alten Anschlusses sind als Behelfsanschluss auch heute noch vorhanden und im Luftbild unschwer zu erkennen.
Im Laufe der 1960er-Jahre wurde die B 14 zwischen Stuttgart-Vaihingen und Böblingen autobahnähnlich neu trassiert und das heutige Autobahnkreuz entstand, ursprünglich als Kleeblatt ausgeführt.
In den 1960er- und 1970er-Jahren war geplant, die „Bodenseeautobahn“ zwischen Gärtringen und dem Leonberger Dreieck (damals als Autobahndreieck Stuttgart bezeichnet) direkt zu führen, womit das dortige ursprüngliche Dreieck in Trompetenform zum Autobahnkreuz umgebaut worden wäre. Die Planung dieses Abschnitts wurde aber zurückgestellt zugunsten der vermeintlichen Zwischenlösung, die bereits vorhandene, autobahnähnliche B 14 von Stuttgart-Vaihingen nach Böblingen zur Autobahn A 831 umzuwidmen, bis Gärtringen zu verlängern, und den in Realisierung befindlichen Abschnitt der heutigen A 81 südlich von Gärtringen auf diese Weise an die A 8 anzuschließen. Damit wurde die bestehende, bereits in Kleeblattform ausgebaute Anschlussstelle zum Autobahnkreuz Stuttgart-Vaihingen aufgestuft.
Umweltschützer wehrten sich dann erfolgreich gegen den Bau des geplanten, noch fehlenden A-81-Abschnitts, so dass diese Planung endgültig verworfen wurde.
Von der ursprünglichen Planung zeugt noch die Anschlussstelle Gärtringen, ursprünglich als Autobahnkreuz Herrenberg entworfen und eröffnet. Der bereits gebaute erste Abschnitt der Weiterführung dient heute in und aus Richtung Singen als Zu- und Abfahrt. Deshalb fährt man aus Richtung Singen kommend hier auf der linken Spur von der Autobahn ab.
In Folge der Aufgabe der A-81-Planung zwischen Herrenberg/Gärtringen und Leonberg wurde der vorherige Abschnitt der A 831 zwischen dem unvollendet gebliebenen Autobahnkreuz Herrenberg, nun in Anschlussstelle Gärtringen umbenannt, und dem Autobahnkreuz Stuttgart(-Vaihingen) zu einem Abschnitt der A 81 umgewidmet. Gleichzeitig wurde die Bezeichnung des vorherigen Autobahnkreuzes Stuttgart-Vaihingen in Autobahnkreuz Stuttgart verkürzt und das vorherige Autobahndreieck Stuttgart in Autobahndreieck Leonberg umbenannt.
Die auf diese Weise geänderte Konzeption des Autobahnnetzes in der Region erforderte daher einen weiteren Ausbau des Kreuzes Stuttgart, des Dreiecks Leonberg und des dazwischen liegenden Abschnitts der A 8, auf dem sich Nord-Süd- und Ost-West-Verkehr mit dem starken Verkehr des Großraumes Stuttgart überlagern.
In den 1990er-Jahren wurde das Autobahnkreuz Stuttgart erstmals umgebaut und eine halbdirekte Rampe von der A 81 aus Richtung Singen/Hohentwiel zur A 8 in Richtung Karlsruhe errichtet, um den starken Verkehr in dieser Relation besser bewältigen zu können. Bei einem weiteren Umbau etwa 2007 wurde die indirekte Rampe für die Fahrbeziehung München–Singen neu trassiert, um sie mittels eines in diesem Zuge errichteten Überwerfungsbauwerks von der Fahrbeziehung Stuttgart-Vaihingen–München zu entflechten. Inzwischen wurde auch die A 8 zwischen Dreieck Leonberg und Kreuz Stuttgart auf vier Fahrstreifen je Richtung plus Standspur ausgebaut.
Im Verlauf des Ausbaus der Autobahn A 81 bis Sindelfingen-Ost wird auch das Kreuz Stuttgart erneut umgebaut, so dass künftig die Fahrbeziehung München–Singen über eine weitere halbdirekte Rampe hergestellt wird.

## Besondere Bedeutung für Stuttgart
Von der A 8 aus bietet die A 831 eine von lediglich zwei Möglichkeiten, das Stuttgarter Kerngebiet über leistungsfähige Straßen direkt zu erreichen, laut Beschilderung Stuttgart-Zentrum. Nur über die weiter östlich gelegene Anschlussstelle 52b – beschildert als Anschlussstelle Stuttgart-Degerloch – gelangt man über die B 27 ebenfalls zügig ins Zentrum. Dieses regional als „Echterdinger Ei“ bekannte Verkehrsbauwerk hat Ähnlichkeit mit einem Autobahnkreuz.

## Verkehrsaufkommen
Das Autobahnkreuz Stuttgart wird täglich von etwa 227.000 Fahrzeugen befahren und ist damit einer der frequenzstärksten Straßenknotenpunkte in Baden-Württemberg. Rund um das Autobahnkreuz entstehen häufig große Verkehrsstaus.
| Von                            | Nach                         | Durchschnittliche tägliche Verkehrsstärke | Durchschnittliche tägliche Verkehrsstärke | Durchschnittliche tägliche Verkehrsstärke | Anteil Schwerlastverkehr | Anteil Schwerlastverkehr | Anteil Schwerlastverkehr |
| Von                            | Nach                         | 2005                                      | 2010                                      | 2015                                      | 2005                     | 2010                     | 2015                     |
| ------------------------------ | ---------------------------- | ----------------------------------------- | ----------------------------------------- | ----------------------------------------- | ------------------------ | ------------------------ | ------------------------ |
| AS Leonberg-Ost (A 8 / A 81)   | AK Stuttgart                 | 130.100                                   | 147.600                                   | 154.000                                   | 15,8 %                   | 12,6 %                   | 12,4 %                   |
| AK Stuttgart                   | AS Stuttgart-Möhringen (A 8) | 117.400                                   | 127.700                                   | 101.900                                   | 08,4 %                   | 11,6 %                   | 11,1 %                   |
| AK Stuttgart                   | AS Sindelfingen-Ost (A 81)   | 120.500                                   | 125.200                                   | 128.000                                   | 07,7 %                   | 07,5 %                   | 07,6 %                   |
| AS Stuttgart-Vaihingen (A 831) | AK Stuttgart                 | 063.400                                   | 067.800                                   | 070.200                                   | 03,8 %                   | 02,7 %                   | 02,5 %                   |